# Malachov
Malachov és un poble i municipi d'Eslovàquia que es troba a la regió de Banská Bystrica.

## Història
La primera menció escrita de la vila es remunta al 1327.

## Demografia
| Godina             | 1994 | 2004    | 2014    | 2024   |
| ------------------ | ---- | ------- | ------- | ------ |
| Nombre de persones | 817  | 918     | 1081    | 1132   |
| Diferència         |      | +12,36% | +17,75% | +4,71% |

| Godina             | 2023 | 2024   |
| ------------------ | ---- | ------ |
| Nombre de persones | 1133 | 1132   |
| Diferència         |      | −0,08% |